# Сантиагу (микрорегион)

Сантиагу на карте.

Сантиагу (порт. Microrregião de Santiago) — микрорегион в Бразилии, входит в штат Риу-Гранди-ду-Сул. Составная часть мезорегиона Западно-центральная часть штата Риу-Гранди-ду-Сул. 
Население составляет 	110 682	 человека (на 2010 год). Площадь — 	11 203,637	 км². Плотность населения — 	9,88	 чел./км².

## Демография
Согласно сведениям, собранным в ходе переписи 2010 г. Национальным институтом географии и статистики (IBGE), население микрорегиона составляет:						
| Полное население                             | Полное население                             | Полное население                             | Полное население                             | 110 682 |
| -------------------------------------------- | -------------------------------------------- | -------------------------------------------- | -------------------------------------------- | ------- |
| в том числе:                                 | Городское население                          | 84 837                                       | Процент городского населения, %              | 76,65   |
|                                              | Сельское население                           | 25 845                                       | Процент сельского населения, %               | 23,35   |
|                                              | Мужское население                            | 54 357                                       | Процент мужского населения, %                | 49,11   |
|                                              | Женское население                            | 56 325                                       | Процент женского населения, %                | 50,89   |
| Плотность населения, чел/км²                 | Плотность населения, чел/км²                 | Плотность населения, чел/км²                 | Плотность населения, чел/км²                 | 9,88    |
| Население микрорегиона в % к населению штата | Население микрорегиона в % к населению штата | Население микрорегиона в % к населению штата | Население микрорегиона в % к населению штата | 1,03    |

## Статистика
- Валовой внутренний продукт на 2003 составляет 1 306 955 885,00 реалов (данные: Бразильский институт географии и статистики).
- Валовой внутренний продукт на душу населения на 2003 составляет 11 515,27 реалов (данные: Бразильский институт географии и статистики).
- Индекс развития человеческого потенциала на 2000 составляет 0,781 (данные: Программа развития ООН).

## Состав микрорегиона
В составе микрорегиона включены следующие муниципалитеты:
1. Капан-ду-Сипо
2. Итакуруби
3. Жари
4. Жулиу-ди-Кастильюс
5. Пиньял-Гранди
6. Кеведус
7. Сантиагу
8. Тупансиретан
9. Унисталда